# Castell de les Fonts

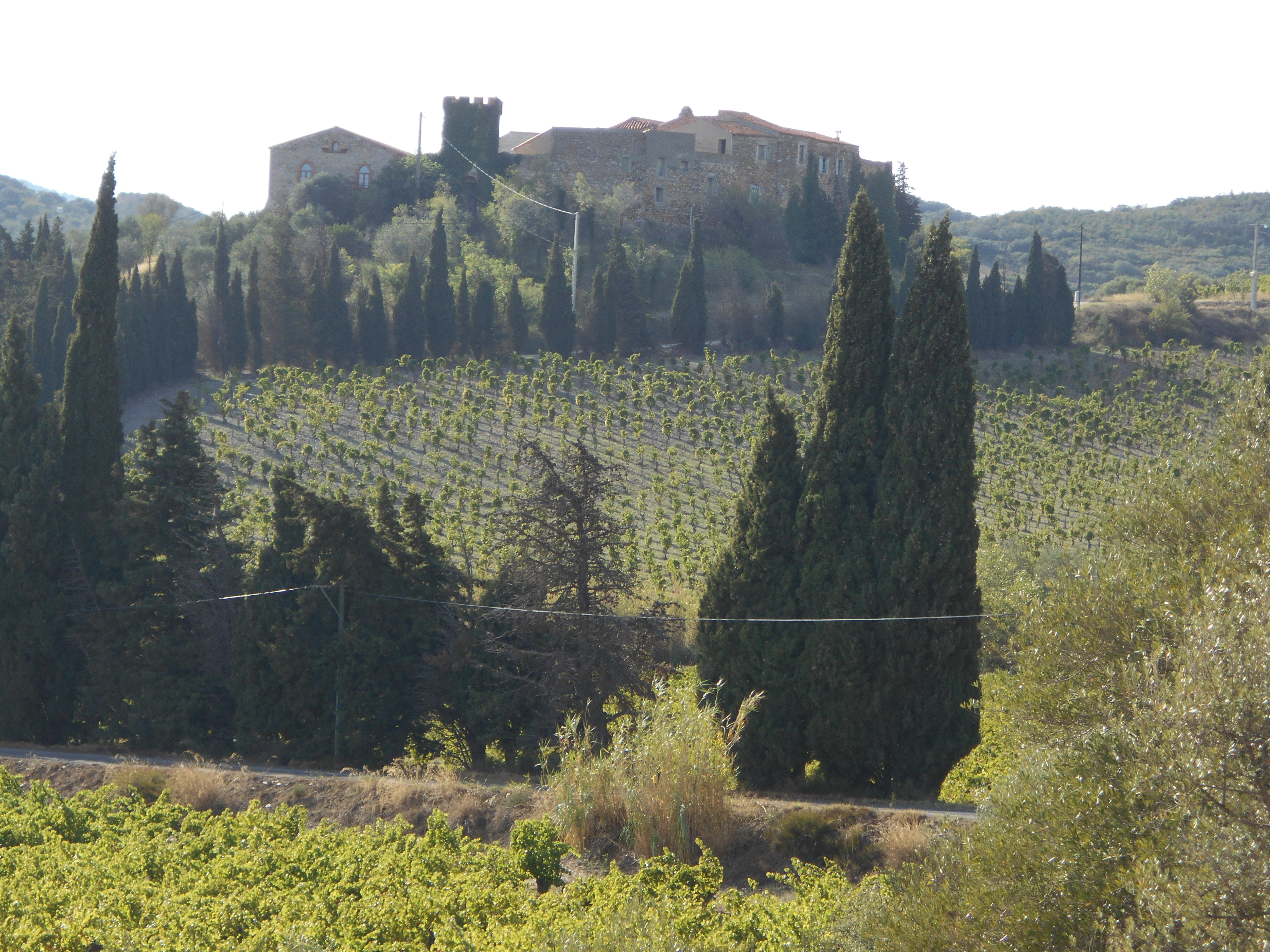
El Castell de les Fonts des de llevant

El Castell de les Fonts fou un castell medieval d'estil romànic del segle xi situat en el poble rònec de les Fonts, del terme comunal de Calce, a la comarca del Rosselló, de la Catalunya del Nord.

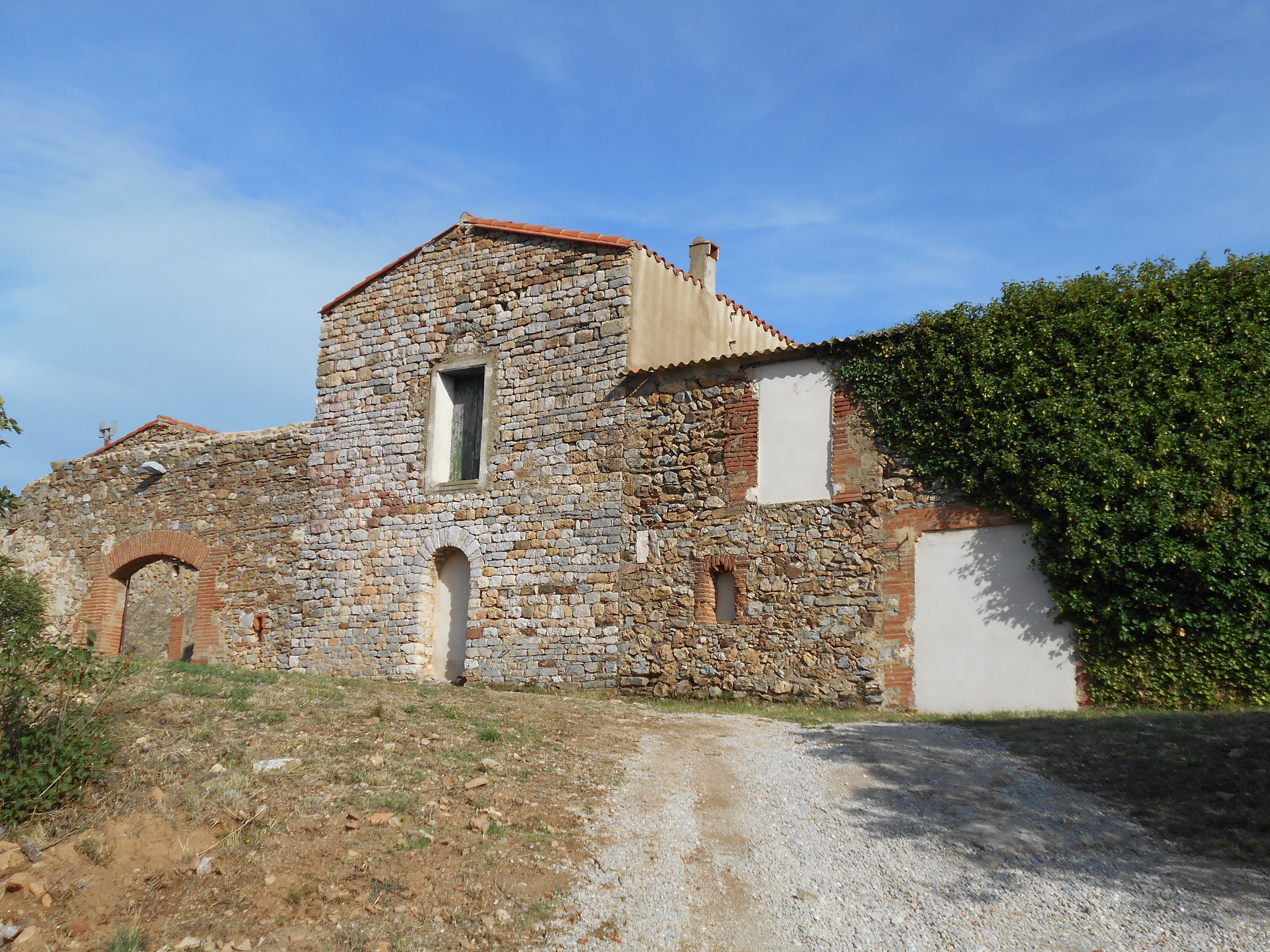
Façana de ponent del castell, amb l'església

Estava situat al lloc on ara es dreça l'anomenat Mas de les Fonts, que encara conserva l'església romànica de Santa Maria de les Fonts i restes importants de les fortificacions del castell, com alguns panys de paret amb presència d'opus spicatum.
Aquest castell era el casal de la nissaga dels Fonts, o Desfonts (amb diverses variants). Està documentat des del 1273, i existeix un inventari del 1412 que el descriu amb detall.